# Réveillon do Faustão
Réveillon do Faustão foi um programa de variedades brasileiro, apresentado por Fausto Silva, que reproduzia a estrutura utilizada no programa Domingão do Faustão e que teve diferentes diretores: Carlos Manga, Roberto Talma, Jorge Fernando, Maurício Tavares, Walter Lacet e Aloysio Legey. Ele reunia o grande elenco da TV Globo para saudar a chegada do novo ano e, minutos antes, eram sempre passadas as mensagens de grandes atores. Ficou no ar de 1991 até 1997.

## História

### Década de 1990

#### Réveillon do Faustão 1991-1992
Dirigido por Maurício Tavares e Detto Costa, com direção geral de Carlos Manga e produção executiva de Anthony Ferreira, o primeiro especial foi exibido a partir das 23h20 do dia 31 de dezembro de 1991, e teve duas horas de duração.
Esta primeira edição do Réveillon do Faustão promoveu uma grande festa no palco do Teatro Fênix, no Rio de Janeiro, saudando a chegada de 1992. O apresentador Fausto Silva recebeu grandes nomes da música brasileira e do elenco da TV Globo, em clima de noite de gala, com cenários criados por Lia Renha.
Em um imenso telão, formado por 54 aparelhos de televisão, foram exibidos alguns dos melhores momentos das novelas e dos programas apresentados pela Rede Globo naquele ano.
Além de atores e comediantes, como Tony Ramos, Fernanda Montenegro, Reginaldo Faria, Renato Aragão, Dedé Santana e Mussum, passaram pelo palco do programa grandes nomes do esporte, como a ginasta Luiza Parente, o velocista Robson Caetano, as jogadoras de basquete Magic Paula e Hortência e o piloto Christian Fittipaldi.
Entre as atrações musicais estavam a dupla Chitãozinho e Xororó e o cantor José Augusto.
O especial apresentou também a reprise das melhores "videocassetadas" exibidas no Domingão do Faustão (1989).
O destaque da festa foi a contagem regressiva anunciando a chegada do ano novo, feita pelas bailarinas do programa, que formaram no palco um imenso número 1992.

#### Réveillon do Faustão 1992-1993
Em sua segunda edição, em 1992, o Réveillon do Faustão foi dirigido por Alexandre Lanes e José Lavigne, com direção geral de Roberto Talma e produção executiva de Carlos Augusto Cerqueira Leite, o especial foi exibido a partir das 21h35. Também foi apresentado no Teatro Fênix, no Rio de Janeiro, e exibiu uma retrospectiva dos destaques da programação da Rede Globo, ao lado das tradicionais atrações do Domingão do Faustão, como as "videocassetadas". Entre as novidades do ano estava o quadro Fala Brasil, que reproduzia depoimentos com os desejos do povo para o ano-novo. Além disso, o especial promoveu também o concurso garota molhada. Diante de um auditório com 200 pessoas, as candidatas foram julgadas pelos strippers que então participavam da novela De Corpo e Alma (1992) e pela turma do Casseta & Planeta, Urgente! (1992). Entre as atrações musicais, além da dupla Chitãozinho e Xororó, estavam Deborah Blando, Fafá de Belém, Biquíni Cavadão e Fagner. Algumas celebridades foram convidadas para avaliarem o que foi sucesso em 1992. Entre elas estavam os atores Pedro Paulo Rangel, Dercy Gonçalves, Miguel Falabella e Tom Cavalcante, além do trio de humoristas Renato Aragão, Dedé Santana e Mussum, o tenista Jaime Oncins e do judoca Rogério Sampaio, que relembraram a participação brasileira nas Olimpíadas de Barcelona. Fátima Bernardes, representando o jornalismo, comentou as notícias mais importantes de 1992.

#### Réveillon do Faustão 1993-1994
Dirigida por Jorge Fernando, com direção artística de Aloysio Legey e produção de Ângela Corrêa, a terceira edição do especial foi levada ao ar a partir das 21h35 do dia 31 de dezembro de 1993. A inspiração do cenógrafo José Cláudio Ferreira dos Santos veio da festa de entrega do Oscar: um cenário básico se revezava com outros cenários móveis, que apareciam a cada nova atração. A decoração principal destacava o clima tropical, com muito néon e luzes, além de coqueiros espalhados por todo o palco. O especial teve como pontos altos os depoimentos emocionantes do ator  Marcos Frota e do sociólogo Hebert de Sousa (Betinho), além de uma homenagem ao dramaturgo Cassiano Gabus Mendes, que falecera em agosto daquele ano. Descontraído, o apresentador Fausto Silva improvisou, com humor, uma radionovela sobre a história do ex-presidente Fernando Collor de Mello e seu tesoureiro, PC Farias. A sonoplastia ficou por conta do ator Lima Duarte, que relembrou o início de sua carreira no rádio. Entre as atrações musicais, destacaram-se Chitãozinho e Xororó, presentes desde a primeira edição do Réveillon, o conjunto Raça Negra, Cauby Peixoto, Elba Ramalho, Timbalada, Daniela Mercury e Jorge Ben Jor. Como nos anos anteriores, foram exibidos os grandes momentos do esporte e do jornalismo de 1993. Na última meia hora de programa, atores e atrizes da Globo confraternizaram no palco, tomando champanhe numa grande festa estilo black-tie. Participaram do especial 
Fábio Sabag, Adriana Esteves, Milton Gonçalves, Kadu Moliterno, Cissa Guimarães e Betty Faria, entre outros. Ao final, todos fizeram uma contagem regressiva, e brindaram sob uma chuva de bolas e confetes dourados.

#### Réveillon do Faustão 1994-1995
Com direção de Alexandre Lannes e J.B. de Oliveira (Boninho), que também fez a direção geral, direção artística de Aloysio Legey e direção de produção de Mário Rogério Ambrósio, a edição de 1994 do especial foi exibida a partir das 21h30. O cenário de Mauro Monteiro teve bolas amarelas, mesas e cadeiras douradas. Além disso, no auditório, havia cerca de 250 modelos vestindo branco. A quarta edição do Réveillon do Faustão contou com a presença de atores como Regina Duarte, Tarcísio Meira, Glória Menezes, Yoná Magalhães, Cláudio Cavalcanti, Vera Fischer, Cláudia Abreu e Diogo Vilela e depoimentos de personalidades, como Dercy Gonçalves. Entre as atrações musicais, passaram pelo palco do Réveillon Djavan, Daniela Mercury, Barão Vermelho e Chitãozinho e Xororó. A retrospectiva ficou por conta das chamadas sobre os 30 anos da TV Globo. Para relembrar os grandes momentos de 1994, foram exibidas cenas da minissérie Memorial de Maria Moura (1994) e uma reportagem especial sobre a despedida do jogador Zico no Japão, onde encerrou sua carreira. Uma comparação entre a primeira versão de Irmãos Coragem (1970) e o remake da novela, que começaria e ser exibido na primeira semana de 1995, também foi destaque naquele Réveillon. Participaram do programa, ainda, o então tetracampeão do mundo Zagallo, a campeã de basquete Hortência e as jogadoras de vôlei Ana Moser, Fernanda Venturini e Ana Paula de Tassis. O jornalismo da emissora mereceu destaque, com um depoimento emocionante de Fátima Bernardes. A novidade do especial foi o quadro Painho, de Chico Anysio, além das sátiras e previsões realizadas pela equipe do Casseta & Planeta, Urgente! (1992). Também foram exibidas algumas mensagens gravadas nas ruas com pessoas comuns.

#### Réveillon do Faustão 1995-1996
Dirigida por Maurício Tavares e Paulo Assis, com direção de produção de Aluízio Augusto, a quinta edição do Réveillon do Faustão foi produzida pelo Núcleo Walter Lacet. Na quinta edição do Réveillon, o apresentador Fausto Silva voltou a receber atores do elenco da TV Globo e convidados especiais. Todavia, como aquele Réveillon caiu num domingo, dia de exibição do Domingão do Faustão, o especial noturno teve menor duração, cerca de uma hora: foram 45 minutos até a contagem regressiva e, após os flashes da queima de fogos na Praia de Copacabana, mais sete minutos de encerramento. Quase quatro mil bolas compunham o cenário criado por Federico Padilla, além de cerca de 1.200 balões coloridos, usados para criar a imagem de um imenso dragão, que ia de um lado ao outro do palco, decorando o teto. Na hora da virada, o ano de 1995, escrito em néon, transformou-se em 1996. O programa exibiu entrevistas gravadas com personalidades como a apresentadora Xuxa Meneghel e o sociólogo Hebert de Sousa (Betinho), intercaladas com imagens ao vivo da festa no Teatro Fênix. Mais uma vez, o povo também participou da festa. Em flashes gravados nas ruas, anônimos de diversas partes do país falaram sobre a dificuldade de cumprir certas promessas de fim de ano, como emagrecer e parar de beber cerveja. Pelo palco passaram ainda atores como Letícia Spiller, Marcello Novaes e Alessandra Negrini, além de diversas atrações musicais, como o grupo Mamonas Assassinas, o conjunto Raça Negra e a cantora Simone, acompanhada pela bateria da escola de samba Portela.

#### Réveillon do Faustão 1996-1997
Com direção de Maurício Tavares, direção de produção de Pedro Paulo Couto, a sexta edição do especial foi produzida pelo Núcleo Aloysio Legey. Foi levada ao ar a partir das 22h05, com duas horas de duração. Gravado pela primeira vez nos estúdios do Projac, a versão de 1996 do Réveillon do Faustão inovou também no cenário, criado por Mauro Monteiro e Valéria Caldas: um transatlântico ancorado num porto caribenho, que ocupava os 800m2 do estúdio. O apresentador Fausto Silva recebeu seus convidados no convés do navio, vestido de comandante, acompanhado pelos músicos do programa e por 40 bailarinas vestidas de marinheiras. Cerca de 120 modelos participaram como figurantes, espalhadas pelo cenário. O figurino foi assinado por Chico Spinoza. Um painel formado por diversos aparelhos de TV – video-wall – montado no convés, anunciava os convidados com imagens de cenas marcantes de cada um. O programa de 1996 teve diversos números musicais, mensagens de otimismo de vários atores do elenco da emissora, além de recordar os grandes momentos dos atletas brasileiros nas Olimpíadas de 1996.

## Grandes renovações
O programa teve seu cenário renovado em 1996 e teve diversos números musicais, mensagens de otimismo e vários atores e apresentadores para recordar grandes momentos até a chegada de 1997.
O último Réveillon do Faustão, o de 1996, teve pouca audiência: por isso, foi tirado do ar definitivamente. Foi exibido na Rede Globo, o especial Festa de Fim de Ano 97-98, que marcou a passagem de 1997 para 1998 e na passagem de 1998 para 1999, a Globo estreou o especial Show da Virada, que também mescla cultura, entretenimento e informação.
Já recontratado pela Rede Bandeirantes, estreou nela em um programa semelhante, exibido imediatamente após a chegada do ano de 2022, denominado Viradão do Faustão. Nele, apresentou toda a sua equipe e os quadros do Faustão na Band.